# Château de la Roche d'Alès
Le château de la Roche d'Alès (ou la Roche d'Alais) est situé sur la commune de Marray, dans le département d'Indre-et-Loire.

## Historique
Les seigneurs sont : Guyot de Courtallais ; François d'Alès (ou d'Alais), chevalier, premier médecin du roi (1508) ; Martin Fumée, écuyer, maître des requêtes, du chef de sa femme ; Martin Fumée, seigneur de Genillé, gentilhomme de la Chambre du duc d'Anjou (1573) ; Madeleine Fumée, épouse de René de Menou, chevalier, seigneur de Boussay, baron de Courgain, gentilhomme ordinaire de la Chambre du roi et maître des eaux et forêts du comté de Loches ; François de Menou, époux de Marie Adriansins ; René de Menou, chevalier, lieutenant d'artillerie (1740).
En 1805, le domaine est acheté par Gatien Pays.